# Mas Llong
Mas Llong o Llonch és un edifici catalogat a l'Inventari del Patrimoni Arquitectònic de Catalunya a uns tres quilòmetres al NO del poble de la Jonquera, format per diferents cossos, alguns dels quals estan totalment en ruïnes. Tots els edificis són en paredat de pedres irregulars, de planta rectangular, amb teulat de teules de dos vessants en tota la construcció, exceptuant un tram de l'habitatge a on la coberta és a un vessant, a manera de torre. El primer dels cossos que hi ha, és l'antiga pallissa, i tot i que la façana principal està en bon estat, la resta de murs, així com la coberta està derruïda. Pel que fa a l'habitatge, és de planta baixa, pis i golfes, amb una escala exterior, per accedir al primer pis, suportada per un porxo que dona pas a una porta d'accés al primer pis. Al costat d'aquest porxo hi ha una petita construcció, que servia com a estable. Les obertures de l'habitatge són carreuades, i algunes de les finestres tenen un ampit força destacat. La part de la façana més allunyada de la pallissa no compta amb planta golfes, i el teulat d'aquest és a un vessant i està orientada cap a la façana lateral i no a la principal com a la resta de les cobertes de l'edifici. Tant la façana lateral com la posterior compten només amb una obertura de petites dimensions.